# Helluomorphoides io
Helluomorphoides io es una especie de escarabajo del género Helluomorphoides, tribu Helluonini, familia Carabidae. Fue descrita científicamente por Reichardt en 1974.
Habita en ecosistemas terrestres y se distribuye por América del Sur, en Brasil.